# Johann Ernst, Duce de Saxa-Coburg-Saalfeld
Johann Ernest, Duce de Saxa-Coburg-Saalfeld (22 august 1658 – 17 februarie 1729) a fost Duce de Saxe-Coburg-Saalfeld.

## Biografie
A fost al zecelea fiu, însă doar al șaptelea care a atins vârsta adultă, al lui Ernst I, Duce de Saxa-Coburg-Altenburg (1601-1675) și a soției acestuia, Elisabeta Sofia de Saxa-Altenburg (1619-1680). 
După decesul tatălui său în 1675, Johann Ernest a moștenit ducatul de Saxa-Gotha-Altenburg împreună cu cei șase frați ai săi, potrivit dorinței tatălui lor. Totuși, în 1680, după încheierea unui tratat de partiție cu frații săi, el a primit ducatul de Saxa-Saalfeld cu orașele Gräfenthal, Probstzella și Pößneck.
Cum el era cel mai mic frate, a păstrat cea mai mică parte a teritoriilor; curând, Johann Ernest și fratele său Ernest s-au găsit depășiți financiar ca urmare a împărțirii (venitul fratelui lor mai mare, Frederic, a depășit cu mult veniturile lui Johann Ernest), și amândoi au protestat. De-a lungul următorilor ani controversa a continuat și a crescut cum frații lor mai mari Albrecht de Saxa-Coburg, Heinrich de Saxa-Römhild și Christian de Saxa-Eisenberg au murit fără moștenitori de sex masculin. Pe parcursul acestor ani, Johann Ernest a intrat în posesia Coburg (în 1699), Römhild și a 5/12 din Themar (în 1714).

## Copii
La 18 februarie 1680, la Merseburg, Johann Ernst s-a căsătorit prima oară cu Sophie Hedwig de Saxa-Merseburg, o fiică a lui Christian I, Duce de Saxa-Merseburg. Ei au avut cinci copii:
1. Christiane Sophie (n. 14 iunie 1681, Saalfeld – d. 3 iunie 1697, Saalfeld).
2. o fiică (6 mai 1682, Saalfeld).
3. Christian Ernst, Duce de Saxa-Coburg-Saalfeld (n. 18 august 1683, Saalfeld – d. 4 septembrie 1745, Saalfeld).
4. Charlotte Wilhelmine (n. 4 mai 1685, Saalfeld – d. 5 aprilie 1767, Hanau), căsătorită la 26 decembrie 1705 cu Philip Reinhard, Conte de Hanau-Münzenberg.
5. un fiu (2 august 1686, Saalfeld).

La 2 decembrie 1690, la Maastricht Johann Ernst s-a căsătorit a doua oară cu Charlotte Johanna de Waldeck-Wildungen (n. 13 decembrie 1664 - d. 1 februarie 1699). Ei au avut opt copii:
1. Wilhelm Frederick (n. 16 august 1691, Arolsen – d. 28 iulie 1720, Saalfeld).
2. Karl Ernst (n. 12 septembrie 1692, Saalfeld – d. 30 decembrie 1720, Cremona).
3. Sophia Wilhelmina (n. 9 august 1693, Saalfeld – d. 4 decembrie 1727, Rudolstadt), căsătorită la 8 februarie 1720 cu Frederic Anton, Prinț de Schwarzburg-Rudolstadt.
4. Henriette Albertine (n. 8 iulie  1694, Saalfeld – d. 1 aprilie 1695, Saalfeld).
5. Louise Emilie (n. 24 august 1695, Saalfeld – d. 21 august 1713, Coburg).
6. Charlotte (n. 30 octombrie 1696, Saalfeld – d. 2 noiembrie 1696, Saalfeld).
7. Franz Josias, Duce de Saxa-Coburg-Saalfeld (n. 25 septembrie  1697, Saalfeld – d. 16 septembrie 1764, Rodach).
8. Henriette Albertine (n. 20 noiembrie 1698, Saalfeld – d. Coburg, 5 February 1728).

## Arbore genealogic
1. ↑  Czech National Authority Database, accesat în 29 ianuarie 2023
2. ↑  Czech National Authority Database, accesat în 9 februarie 2023